# Base (àlgebra)

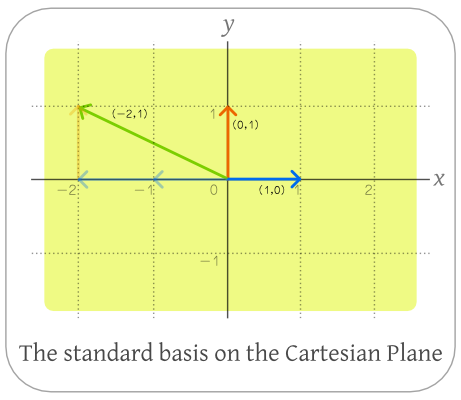
Dos vectors escrits com a combinació lineal de la base estàndard

A àlgebra lineal, es diu que un conjunt ordenat B és base d'un espai vectorial V si es compleixen les condicions següents:
- Tots els elements de la base B han de pertànyer a l'espai vectorial V.
- Tots els elements de la base B han de ser linealment independents.
- Tot element de V es pot escriure com una combinació lineal dels elements de la base B, és a dir B és un sistema generador de V.[1]

## Lema de Zorn i existència de bases
Mitjançant l'ús del lema de Zorn, és possible provar que tot espai vectorial té una base. Tot i que és possible que un espai vectorial no tingui una única base, es compleix que tot parell de bases d'un mateix espai vectorial tenen la mateixa cardinalitat. En aquest cas, tal cardinalitat serà anomenada com la dimensió l'espai vectorial.
Altres propietats, conseqüències del lema de Zorn:
- Tot sistema generador d'un espai vectorial conté una base vectorial (de Hamel).
- Tot conjunt linealment independent en un espai vectorial, pot ser estès a una base.

## Observacions addicionals
1. Les bases són conjunts ordenats. És a dir que si bé {a, b, c} i {b, a, c} generen el mateix espai vectorial, les bases no són iguals.
2. De l'observació anterior es desprèn que les bases no són úniques. En general, sol haver infinites bases diferents per a un mateix espai vectorial. Per exemple, si {\displaystyle V=\mathbb {R} ^{3}}, una possible base de V és:

{\displaystyle {\mathcal {B}}=\{(1,0,0),(0,1,0),(0,0,1)\}}

Però altres possibles bases de V són:

{\displaystyle {\begin{cases}{\mathcal {B}}'=\{(2,0,0),(0,1,0),(0,0,1)\}\\{\mathcal {B}}''=\{(1,1,1),(1,1,0),(1,0,0)\}\\{\mathcal {B}}'''=\{(504,0,0),(0,7,0),(0,0,1/2)\}\end{cases}}}

En general, una base qualsevol estarà formada per tres vectors linealment independents que pertanyin a {\displaystyle \mathbb {R} ^{3}}. Quan l'espai vectorial en si mateix és un conjunt finit aleshores necessàriament hi ha un nombre finit de bases.
1. Si V és un espai vectorial de dimensió finita, llavors totes les bases de V seran finites i tindran la mateixa quantitat d'elements.
2. No tots els espais vectorials tenen bases amb un nombre finit d'elements. Per exemple, les bases de l'espai vectorial dels polinomis d'una variable tenen infinits elements. Una possible base és la formada per les potències de x: {\displaystyle {\mathcal {B}}=\{1,x,x^{2},x^{3},\dots \}}

## Espais de dimensió infinita
En el cas d'espais vectorials de dimensió infinita, com els que apareixen en anàlisi funcional hi ha algunes distincions pertienentes que és important assenyalar.

### Bases de Hamel i de Hilbert
En un espai vectorial de Hilbert de dimensió infinita hi ha diverses possibilitats d'estendre el concepte de combinació lineal finita. D'una banda si considerem únicament combinacions lineals finites arribem al concepte de base de Hamel o base lineal. Pot provar-se que totes les bases de Hamel tenen el mateix nombre d'elements, aquest nombre o cardinal s'anomena dimensió lineal o  dimensió de Hamel . Un conjunt constitueix una base de Hamel si i només si:

{\displaystyle B_{Ham}:{\mbox{base de Hamel}}\Rightarrow }
{\displaystyle \exists \lambda _{i}\in \mathbb {K} \quad \land \quad \exists x_{i}\in B_{Ham}:\quad x=\sum _{i=1}^{N}\lambda _{i}x_{i}}

En un espai de dimensió de Hamel finita, es pot trobar només un nombre finit de vectors ortogonals dos a dos, en canvi, quan la dimensió de Hamel és infinita, poden introduir-se en els espais de Hilbert certes "combinacions lineals infinites" en termes de vectors ortogonals. En un espai de Hilbert de dimensió infinita es diu que un conjunt és una  base de Hilbert  o base ortogonal, si i només si:

{\displaystyle B_{Hil}:{\mbox{base de Hilbert}}\Rightarrow }
{\displaystyle \exists \lambda _{i}\in \mathbb {K} \quad \land \quad \exists x_{i}\in B_{Hil}\quad \land \quad \langle x_{i},x_{j}\rangle =0(i\neq j):\quad x=\sum _{i=1}^{\infty }\lambda _{i}x_{i}}

Novament passa que totes les bases ortogonals tenen el mateix cardinal, per la qual cosa es defineix el concepte de  dimensió de Hilbert  com el cardinal de qualsevol base de Hilbert.

### Dimensió vectorial

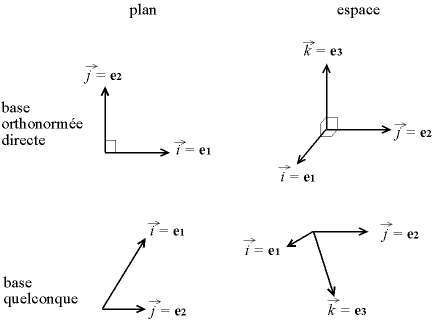
Bases ortonormals i qualssevol, al pla i a l'espai

La dimensió  d'un espai vectorial es defineix com el nombre d'elements o cardinal d'una base d'aquest espai. Atès que per a tot espai de Hilbert de dimensió infinita podem distingir entre bases de Hilbert i de Hamel, podem definir la dimensió vectorial ordinària i la dimensió vectorial de Hilbert. S'ha que per a qualsevol espai vectorial  V , la relació entre dimensió de Hammel i dimensió de Hilbert és la següent:

(1){\displaystyle dim_{Ham}V\geq dim_{Hil}V}

En espais de dimensió finita també es poden definir les bases de Hilbert com bases de Hamel ortogonals. De fet, per un espai de dimensió finita, la dimensió de Hilbert és igual a la dimensió de Hamel. En dimensió finita tota base de Hamel és base de Hilbert i viceversa, de manera que per a un espai de dimensió finita en(1)es dona sempre la igualtat.

## Temes relacionats
- Espai vectorial
- Combinació lineal
- Sistema generador
- Independència lineal
- Base Ortogonal
- Base Ortonormal
- Coordenades cartesianes
- Producte escalar
- Producte vectorial
- Producte mixt
- Producte tensorial